# Arroio Feijó
O Arroio Feijó é um riacho que divide os municípios gaúchos de Porto Alegre, Alvorada e Viamão.
Sua nascente é em Viamão (próximo á RS-040). Segue uma extensão de 15 quilômetros pelo limite Alvorada-Porto Alegre, cruzando as avenidas Beco do Paulino, Bernardino Silveira Amorim, Baltazar de Oliveira Garcia, Getúlio Vargas, Estrada Antonio Severino e Estrada Caminho do Meio. Recebe as águas do Arroio Santo Agostinho e deságua no Rio Gravataí. 
Historicamente, esse arroio foi de extrema importância para Alvorada. Era dele, que os moradores mais antigos da cidade retiravam a água para o consumo.